# Pyridoxaalfosfaat

structuurformule

Pyridoxaalfosfaat (PLP), de actieve vorm van vitamine B6, is een co-enzym in een groot aantal enzymatische reacties. De veelzijdigheid van PLP komt voort uit zijn vermogen om het substraat covalent te binden, en vervolgens op te treden als een elektrofiele katalysator, waardoor verschillende soorten carbanionische reactie-intermediairen worden gestabiliseerd.

## Rol als co-enzym
PLP fungeert als co-enzym in alle transaminatiereacties en in bepaalde decarboxylerings-, deaminerings- en racemiserings-reacties van aminozuren. De aldehydegroep van PLP vormt een Schiff-base-koppeling (intern aldimine, de structuur linksboven in onderstaand schema)) met de ε-aminogroep van een specifieke lysinegroep van het aminotransferase-enzym. De α-aminogroep van het aminozuursubstraat verdringt de ε-aminogroep van het lysineresidu op de actieve locatie in een proces dat bekend staat als transaldiminatie. Het resulterende externe aldimine kan een proton, koolstofdioxide of een aminozuur zijketen verliezen om een quinonoïde tussenproduct te worden, dat op zijn beurt kan fungeren als nucleofiel in verschillende reactieroutes.

Voorbeelden van de enzymatische activiteit van PHP: de racemisatie van alanine (boven) en de eliminatie van H2S uit cysteine (onder).

Bij transaminering aanvaardt het quinonoïde tussenproduct na deprotonering een proton op een andere plaats om een ketimine te worden. Het ontstane ketimine wordt gehydrolyseerd zodat de aminogroep op het complex achterblijft. Daarnaast wordt PLP gebruikt door aminotransferases (of transaminases) die inwerken op ongebruikelijke suikers zoals perosamine en desosamine. In deze reacties reageert het PLP met glutamaat, dat zijn alfa-aminogroep overdraagt aan PLP om pyridoxaminefosfaat (PMP) te maken. PMP draagt vervolgens zijn stikstof over aan de suiker, waardoor een aminosuiker ontstaat.
PLP is ook betrokken bij verschillende bèta-eliminatiereacties, zoals de reacties die worden uitgevoerd door serine dehydratase en GDP-4-keto-6-deoxymannose-3-dehydratase (ColD).
Het is ook actief bij de condensatiereactie in de heemsynthese.
PLP speelt een rol bij de omzetting van levodopa in dopamine, vergemakkelijkt de omzetting van de exciterende neurotransmitter glutamaat in de remmende neurotransmitter GABA, en maakt het mogelijk SAM te decarboxyleren tot propylamine, een voorloper van polyaminen.